# B33 Zimbru
B33 Zimbru este un transportor autoamfibiu blindat, pe roți, fabricat în România și aflat în dotarea Armatei Române. Este versiunea autohtonă a transportorului blindat pentru trupe rusesc BTR-80, fiind fabricat sub licență de către Automecanica Moreni.

## Istorie
Republica Socialistă România a obținut în 1987 de la URSS permisiunea de a construi sub licență 70 de transportoare blindate BTR-80. Designul vehiculelor putea fi adaptat în funcție de cerințele Armatei Române și posibilitățile industriei de armament. Producția a fost demarată în anul 1988 la Uzina Mecanică Moreni și a continuat până în 1991, vehiculul de luptă fiind denumit oficial "B33 Zimbrul".

## Descriere
B33 Zimbru este bazat pe transportorul blindat BTR-80 (BTR este o abreviere de la bronetransporter, în rusă: бронетранспортер, adică "transportor blindat"), care la rândul său este o îmbunătățire a modelului BTR-70. În comparație cu majoritatea transportoarelor blindate ale Armatei Române, B33 Zimbru este un vehicul relativ modern, compatibil cu standardele NATO.
Vehiculul transportă 10 persoane: mecanicul conductor, trăgătorul din turelă, comandantul vehiculului și cei 7 soldați echipați de luptă. La coborâre, comandantul transportorului blindat devine comandantul grupei de infanterie. Vehiculul are trei compartimente: camera de conducere și comandă (în față, ocupată de mecanicul conductor și comandant), camera desantului (care include și turela) și camera energetică (în spatele vehiculului blindat).
Camera de comandă și control se află în partea din față a transportorului blindat. Mecanicul conductor și comandantul au la dispoziție două obloane de acces în plafon: oblonul comandantului se deschide în față, iar cel al mecanicului conductor se deschide spre dreapta. Cele două parbrize pot fi acoperite la nevoie cu plăcile blindate rabatabile. Comandantul are la dispoziție un proiector, care poate fi manevrat din interior, și o ambrazură pentru a executa foc din interiorul vehiculului. Camera de comandă și control este prevăzută cu câte patru periscoape dreptunghiulare fixe (de observare pe timp de zi) atât pentru comandant, cât și pentru mecanicul conductor. 
Soldații din camera desantului folosesc fie cele două obloane din plafon (aflate în spatele turelei, prevăzute cu ambrazuri pentru executarea focului), fie cele două uși etanșe de acces din lateralul cutiei blindate. Trapele de acces din lateral se deschid în două părți: partea superioară se deschide în față (pentru a asigura o anumită protecție în timpul desantului), iar partea inferioară se deschide în jos (pentru a forma o treaptă). Pentru a facilita accesul prin obloanele din plafon, cutia blindată este prevăzută cu trepte metalice. Carcasa blindată este prevăzută cu ambrazuri pentru executarea tragerilor cu armamentul individual: patru în partea dreaptă și trei în partea stângă. Soldații folosesc periscoapele dreptunghiulare fixe (poziționate câte trei în lateral) pentru a observa țintele inamice.
Camera energetică este separată de restul compartimentelor printr-un perete etanș. În exteriorul acestui compartiment, în laterală, se află câte o trapă dreptunghiulară de acces la motor (între punțile trei și patru) și câte o tobă de eșapament în formă cilindrică (în partea superioară a cutiei blindate). În spatele vehiculului se află hidrojetul.

### Blindaj și sisteme de protecție
Blindajul este din plăci de oțel care asigură protecție împotriva schijelor, gloanțelor de calibru 12,7 mm (trase de la 100 de metri) în partea frontală și gloanțelor de calibru 7,62 mm (trase de la 20 de metri) pentru restul vehiculului. Carcasa este etanșeizată împotriva prafului și apei. Transportorul blindat este dotat totuși și cu pompe de cală pentru evacuarea apei infiltrate în cazul perforării blindajului. B33 Zimbru dispune de un sistem de protecție NBC (nuclear, biologic și chimic). Vehiculul este echipat cu un sistem de lansare a grenadelor fumigene de calibru 81 mm în spatele turelei (îndreptate spre partea frontală a transportorului blindat) și un sistem automat de stingere a incendiilor. Roțile sunt rezistente la gloanțe și sunt proiectate pentru a funcționa câteva sute de kilometri după ce au fost perforate în mod repetat de proiectile (chiar și în cazul absenței totale a presiunii).  

### Mobilitate
B33 Zimbru are o mobilitate sporită, având tracțiune 8×8, cu patru punți. Roțile de la primele două punți sunt folosite pentru direcție. Vehiculul dispune de un sistem centralizat de umflare a pneurilor care îi permite să continue deplasarea chiar dacă roțile au fost perforate de gloanțe și reglarea presiunii în funcție de teren pentru o moblitate mai mare. Suspensia este de tip bară de torsiune, fiind independentă. Amortizarea rapidă a oscilației vehiculului este asigurată de amortizoarele hidraulice telescopice cu dublu efect. Vehiculul este propulsat de motorul diesel 1240 V8-DTS, în patru timpi, cu opt cilindri, care dezvoltă 280 de cai putere. Viteza maximă pe șosea este de aproximativ 85 km/h, iar autonomia este de 700 de kilometri. Transportorul blindat este amfibiu, fiind propulsat cu ajutorul unui hidrojet aflat în spatele carcasei. Viteza maximă de deplasare pe apă este de 9 km/h. Vehiculul dispune de un troliu instalat în partea din față pentru auto-scoatere. B33 Zimbru poate fi transportat cu avioanele Antonov An-22, Iliușin Il-76 și Lockheed Hercules C-130.

### Armament
Armamentul constă într-o mitralieră grea, model KPVT de calibrul 14,5 mm, și o mitralieră jumelată PKT, de calibrul 7,62 mm. Turela transportorului blindat este o variantă îmbunătățită a celei folosite la BTR-70 (TAB-77). În plan orizontal, turela poate fi rotită (manual) 360°, iar în plan vertical are o mișcare de +60° până la -4°. Câmpul de tragere vertical permite folosirea mitralierei grele împotriva țintelor aeriene aflate la joasă înălțime. Deasupra mitralierelor se află proiectorul infraroșu, pentru vedere pe timp de noapte.

## Variante

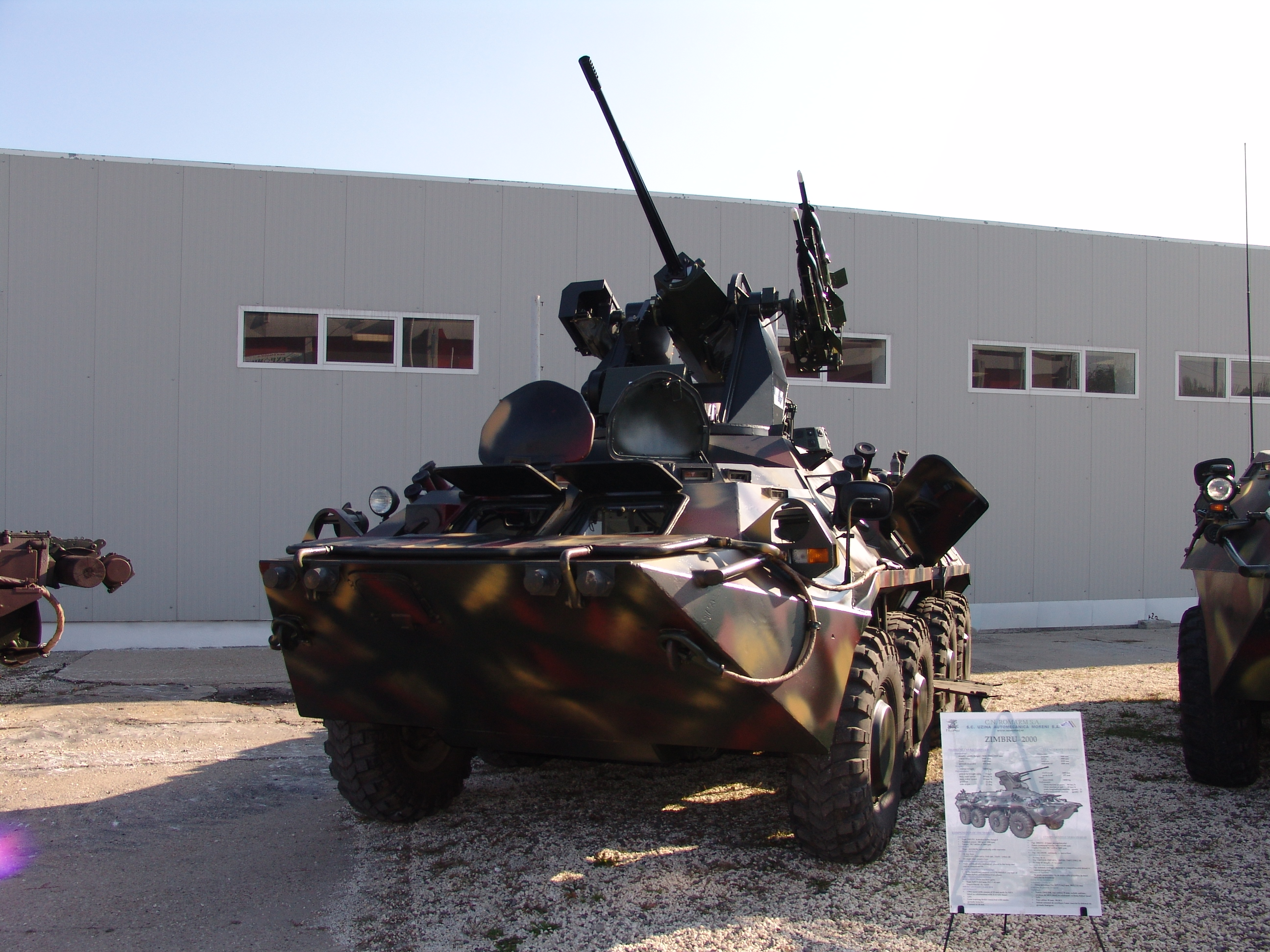
Prototipul Zimbru 2000 la Expomil '05.

Deși pe situl producătorului este menționat faptul că B33 Zimbru poate fi dotat cu mai multe tipuri de armament, precum tunurile automate fabricate de Nexter Systems (Franța), Rheinmetall (Germania) și Oto Melara (Italia), acestea nu au fost testate pe transportorul blindat. Singurul prototip testat a fost Zimbru 2000. Acesta este bazat pe modelul original, însă este dotat cu o turelă OWS proiectată de firma israeliană de armament Rafael, motorul diesel Deutz BF 6M 1013 și transmisia automată Allison MD 3060 PR. Varianta Zimbru 2000 a rămas la stadiul de prototip, din lipsa comenzilor.  

## Utilizare
- România - 69 de transportoare blindate B33 Zimbru în uz.[6]

## Galerie foto

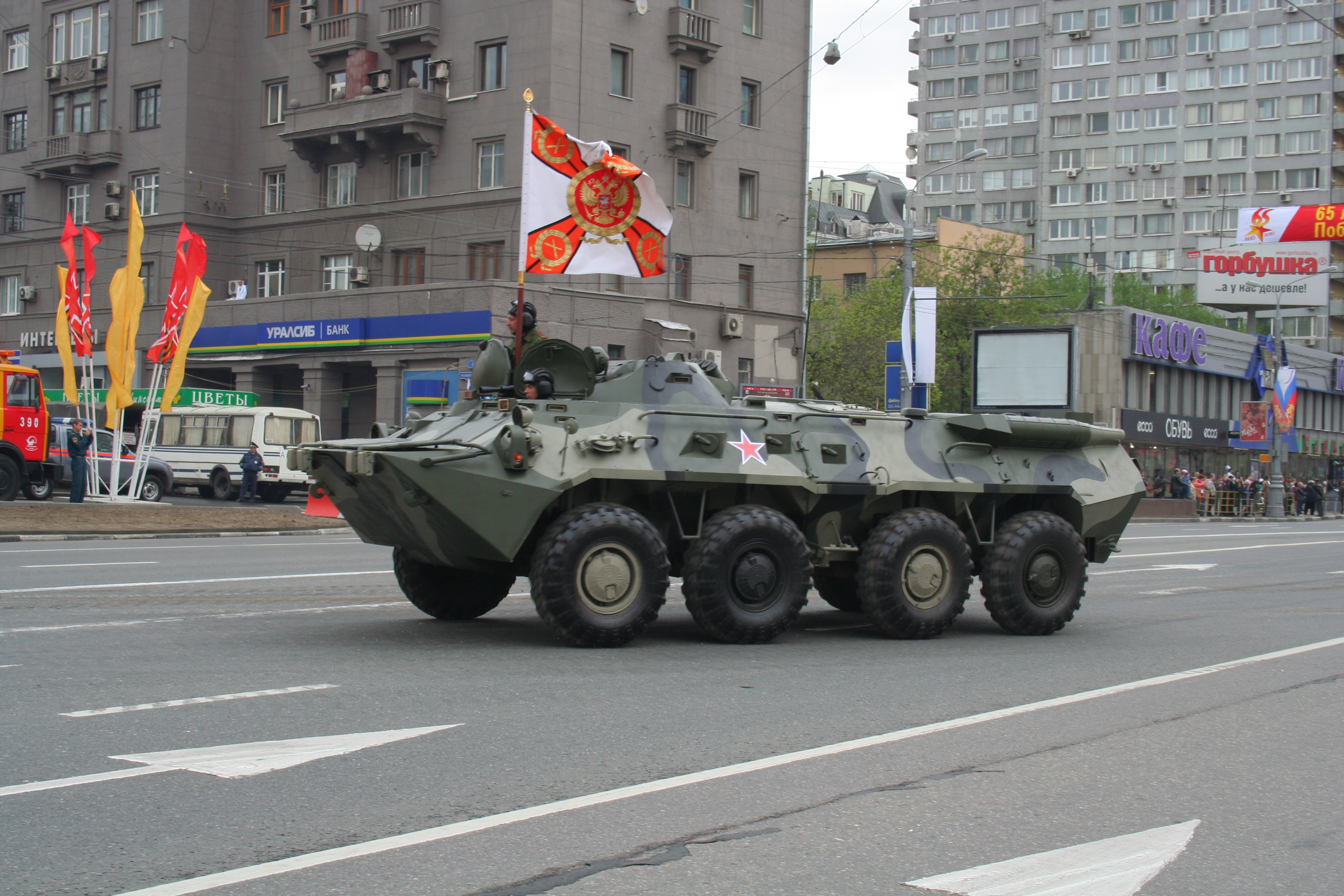
BTR-80 din dotarea armatei ruse
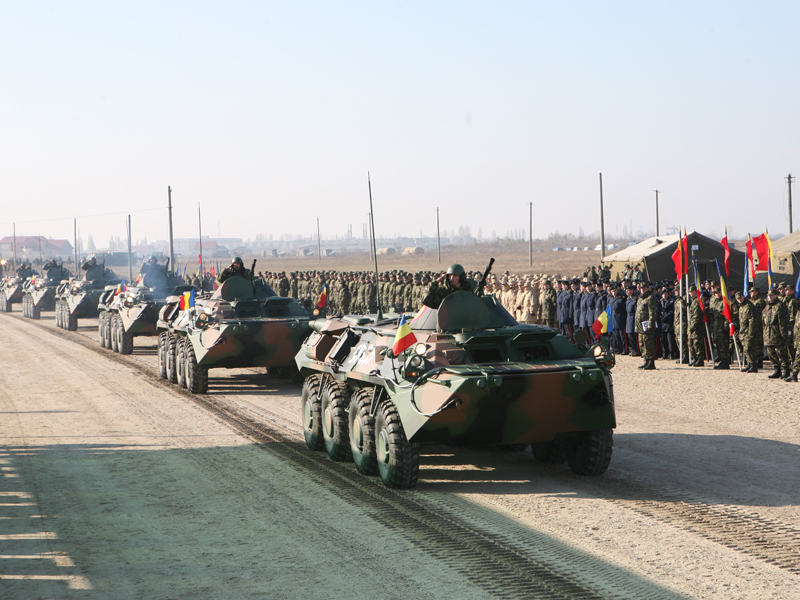
B33 Zimbru în timpul repetițiilor pentru Ziua Națională a României
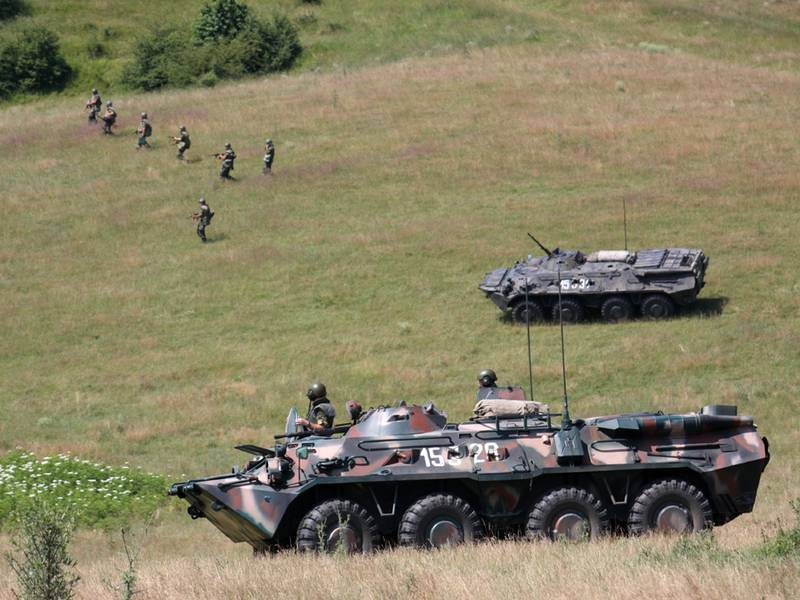
Transportoare B33 Zimbru în timpul exercițiului militar Getica 2008
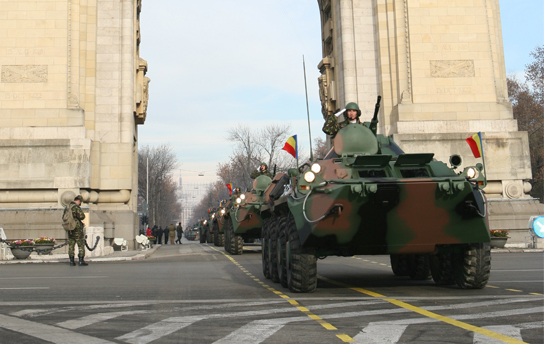
B33 Zimbru la parada militară din București de Ziua Națională a României (2008)